# Convento jurídico cesaraugustano
El convento jurídico de Caesaraugusta (en latín, conventus juridicus Caesaraugustanus) fue una subdivisión administrativa romana, concretamente se trataba de una subdivisión de la provincia romana de Hispania Tarraconense, que incluía buena parte de lo que hoy es Aragón y el valle medio del Ebro.

## Descripción
Según nos informa Plinio el Viejo en su Naturalis historia abarcaba las tierras de berones, vascones, suessetanos, sedetanos, lobetanos e ilergetes, entre los Pirineos, el Segre y el Maestrazgo al norte y al este, y el Tajo, Jalón y Henares al suroeste.
De este modo, Caesaraugusta fue un centro en que se debían resolver los asuntos legales en segunda instancia, siempre que no pudieran ser solventados en la jurisdicción municipal. Además, gozaba de capitalidad religiosa, con culto propio, pues disponía de un genius conventus caesaraugustani con sacerdocio particular y recepción de homenajes y ofrendas sagradas de todas las ciudades de la demarcación administrativa. Según Fatás y Beltrán (1998), los restos de la basílica encontrados en el Palacio de los Pardo, en la confluencia entre el cardo y el decúmano, constituirían el foro solemne y religioso; mientras que el foro excavado bajo la plaza de La Seo, serviría de foro comercial y administrativo de la ciudad.
En Caesaraugusta se reuniría el concilium conventus, que era una asamblea consultiva (y no tanto política) en la que las familias dirigentes de la ciudad resolvían asuntos referentes a la circunscripción del Convento Jurídico. De funciones primordialmente consultivas según algunos autores, se especula con que desapareció con las reformas territoriales de Diocleciano, al crearse varias nuevas provincias de la Tarraconense.
Las atribuciones censales y fiscales del convento jurídico de Cesaraugusta son mal conocidas. Es probable la existencia en Caesar Augusta de un censitor del Convento Cesaraugustano para estas funciones.
El conventus englobaba dos coloniae (Colonia Celsa y Caesaraugusta) y diecisiete municipios situados en las cuencas del Ebro, Jalón, Segre, Cinca y Henares, entre los que cabe destacar ya en época augustea Bilbilis (Calatayud), Ilerda (Lérida), Calagurris (Calahorra), Osca (Huesca), Turiaso (Tarazona), Ercavica y Complutum (Alcalá de Henares).